# Биержгаля
Би́ержгаля (Биржакалнс, Биржкалну, Биржакалн; устар. Бержеголь, Биржагорка; латыш. Bieržgaļa ezers, Bieržagoļka, Biržgaļa ezers, Biržkalna ezers, Bērzgales ezers, Kapiņu ezers) — эвтрофное озеро на востоке Латвии. Располагается в 6 км северо-восточнее Аглоны, на территории Аглонской волости Прейльского края. Относится к бассейну Дубны.
Озеро имеет овалообразную форму, вытянуто в направлении северо-запад — юго-восток. Находится на высоте 150,7 м над уровнем моря, в холмистой местности Латгальской возвышенности. Площадь озера составляет 2,72 км² (по другим данным — 202,1 га или 2,20 км²), длина — 3 км, максимальная ширина — 2 км. Наибольшая глубина — 3,9 м, средняя глубина — 2,7 м. Площадь водосборного бассейна — 11,8 км². Сток идёт на север через протоку в озеро Рушонс.